# Bob de Groot
Pour les articles homonymes, voir De Groot.
Bob de Groot, né le 26 octobre 1941 à Bruxelles (province de Brabant, Belgique) et mort le 17 novembre 2023 à Ottignies (Brabant wallon, Belgique), est un scénariste belge de bande dessinée.

## Biographie
Bob de Groot, dans les années 1950, est un lecteur fanatique de bande dessinée. Il termine ses humanités à Saint-Luc. À la fin de ses études, il rencontre Maurice Tillieux qui lui propose de travailler pour lui sur Félix. Bob De Groot (sa signature d'artiste) publie son premier mini-récit dans Spirou en 1962.
Il commence comme scénariste et dessinateur de bandes dessinées, puis il confie le dessin à d’autres dessinateurs. En 1965, il publie dans Vaillant un épisode de Quentin Gentil qu'il a dessiné en faisant partie des assistants de Michel Greg. En 1966, il fait son entrée dans le journal Pilote avec un court récit sur un scénario de Hubuc. Toujours en 1966, il publie dans Tintin. Après avoir produit plus de 300 pages de bandes dessinées pour des magazines, il s’allie avec Turk pour se spécialiser petit à petit comme scénariste. En 1969, Bob De Groot est rédacteur en chef de L’Œuf, journal humoristique et publie les dessins de son ami Philippe Geluck.
La même année, Turk et De Groot publient la première histoire de Robin Dubois dans Tintin. Ensemble, ils ont collaboré à plusieurs séries dont Clifton,, Robin Dubois et Léonard dans Achille Talon magazine et Eppo.
En 1973, pour la sortie du film Alice aux pays des merveilles, il boucle en un mois avec le collectif Alice au Pays des Merveilles, l'adaptation en bande dessinée, scénarisée par Greg et publiée sous les pseudonymes de Daluc (Dany et Dupa) et Turbo (Turk et Bob de Groot). Cette histoire est prépubliée dans Le Soir et est reprise en album aux éditions du Lombard en 1973, puis chez MC Productions en 1987. La même année, dans le Journal de Tintin, le tandem Turk/de Groot réalise, sur une période d’un an, cinquante-deux scènes (une par semaine) d’une même rue, formant à l’arrivée une bande de quinze mètres de long (projet nommé La Plus Grande Image du Monde).
Puis, il multiplie les collaborations et fournit des scénarios pour les séries Chlorophylle avec Dupa et Walli, Le Club des « Peur-de-rien » avec Tibet de 1972 à 1979,. Il écrit pour Walli et Bertrand Dupont, il réalise la série animalière Touky le Toucan, publiée en 1977 et 1978 par les éditions du Lombard, des bandes dessinées publicitaires pour les jouets Christiaensen. Pour Bertrand Dupont, il écrit des gags de Modeste et Pompon de 1977 à 1980. En 1980, de Groot et Turk ont été parmi les nombreux auteurs de bande dessinée belges à apporter une contribution graphique au livre Il était une fois... les Belges (1980), édité à l'occasion du 150e anniversaire de la Belgique.
De plus, il assure le scénario de trois épisodes de la bande dessinée de Morris, Lucky Luke : Le Bandit manchot au début des années 1980 et vingt ans plus tard, les albums Marcel Dalton et L'Artiste-peintre.
Enfin, il écrit le scénario des deux tomes (parus en 1987 et 1988) du diptyque Des Villes et des femmes, dont Philippe Francq assure le dessin. En 1989, il écrit Digitaline pour Jacques Landrain, c’est le premier album entièrement réalisé grâce à l'outil informatique. Tandis qu'en 1990, il écrit des gags coquins pour son ami Dany chez P&T Productions.
Par ailleurs, en collaboration avec Jean-François Di Giorgio et les dessinateurs André Taymans, Jean-François Miniac, il écrit le second tome de la série policière Sam Griffith aux éditions Alpen Publishers en 1993.
De 1996 à 2000, il scénarise pour Vittorio Leonardo quelques albums de la série Rantanplan (d'après l'œuvre de Morris).
Il est également le scénariste de la série Doggyguard, dont Michel Rodrigue fait les dessins (3 tomes, Le Lombard, 1999-2000). Pour ce même dessinateur, il prend la suite de Bédu et scénarise les tomes 18 à 20 de Clifton de 2003 à 2006.
En 2006, avec Philippe Bercovici, ils créent la série humoristique Père Noël et fils dans la collection « Paris-Bruxelles » des éditions Glénat (3 albums, 2006-2008). Il reprend sa série Robin Dubois avec cette fois au dessin Ludovic Borecki, et donnent les tomes 21 et 22 chez Le Lombard en 2007 et 2008.
Avec Godi, cette fois, c'est à une série animalière Le Bar des acariens mettant en scène deux joyeux acariens qu'ils donnent vie le temps de deux tomes — qui portent des noms de chansons — encore dans la même collection des éditions Glénat (2008-2009). Le Centre belge de la bande dessinée et La Poste belge publient à l'occasion de l'émission d'une série de cinq timbres consacrée au personnage de Léonard, l'album Léonard - Génie au pied de la lettre dans la collection « Philabédé » en octobre 2010.
En 2015, paraît le 46e opus de la série Léonard, et ce sera le dernier qu'il écrit pour cette série, Zidrou prend la relève pour les tomes suivants.
Selon Patrick Gaumer, Bob de Groot est aussi à l'aise dans l'humour que dans les séries réalistes. « Il s'impose comme un des principaux scénaristes de la bande dessinée belge ».
Bob de Groot meurt le 17 novembre 2023 à Ottignies, à l'âge de 82 ans,,.

### Vie privée
Bob de Groot demeurait à Wavre. Il était marié à Anne-Marie De Coster, qui a travaillé aux éditions du Lombard de 1972 à 2012.

## Publications

Feuille de timbres Léonard émise par La Poste belge avec le personnage de Turk et de Groot.

- Série Léonard

### La Plus Grande Image du monde
- La Plus Grande Image du monde[52], Le Lombard, Bruxelles, 8 septembre 2023
Scénario : Bob de Groot - Dessin : Turk - Couleurs : quadrichromie -  (ISBN 978-2-8082-1079-9) — Format à l'italienne.

## Réception

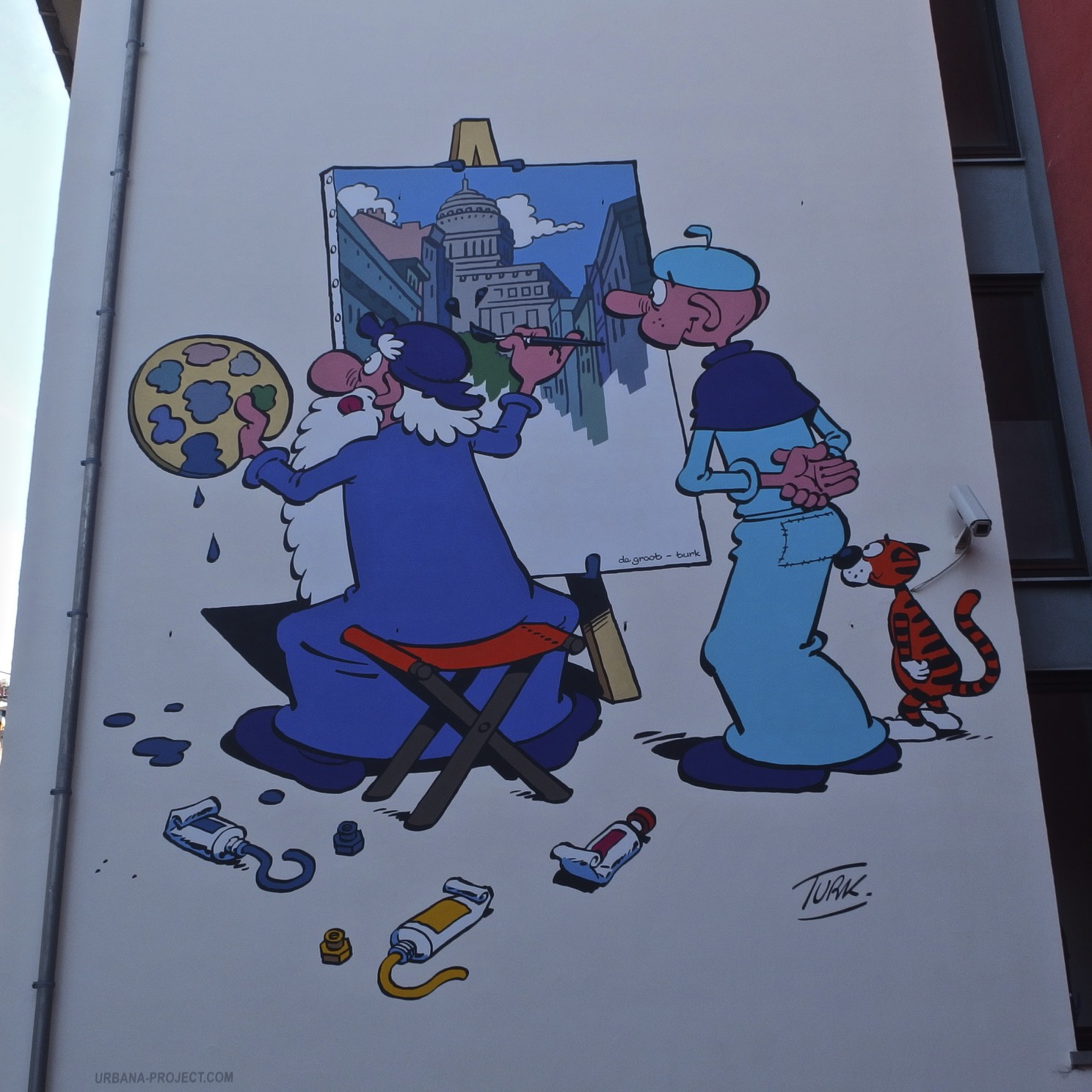
Fresque murale Léonard à Bruxelles.

### Prix
- 1990 :  Alph-Art jeunesse au festival d'Angoulême pour Robin Dubois, t. 16 (avec Turk)[61],[62] ;
- 1995 :  prix Soleil d'Or[63] du festival de Solliès-Ville du meilleur album jeunesse avec Turk pour Léonard t. 24 ;
- 1999 : prix Crayon d'Or de Bruxelles[64], décerné par la CANAB (Cercle des amis du neuvième art de Bruxelles) avec Turk ;
- 2001 : prix Rookie au Festival de bande dessinée de Middelkerke à Middelkerke pour Robin Dubois, Léonard[65],[66] ;
- 2006 :  prix Humour au Festival BD d'Ajaccio[66] ;
- 2016 :  prix pour l’ensemble d’une œuvre, décerné par le Festival international de la bande dessinée de Chambéry[67].

### Postérité
Le 16 octobre 2010, La Poste belge émet une série de cinq Duostamp (timbres) consacrée au personnage de Léonard créé par Turk et De Groot.
Le 11 septembre 2015 est inaugurée la fresque murale Léonard dans la rue des Capucins à Bruxelles. Elle couvre une superficie de 15 m2.
La réalisation de la fresque est confiée à Urbana et est intégrée au parcours BD de Bruxelles.

#### Livres
: document utilisé comme source pour la rédaction de cet article.
- Jean Van Hamme, Introduction à la bande dessinée belge, Bruxelles, Bibliothèque royale de Belgique, 1968, 80 p., ill. ; 26 cm (lire en ligne), p. 13[catalogue] publié à l'occasion de l'exposition La bande dessinée en Belgique, Bibliothèque Albert Ier, [Bruxelles], du 29 juin au 25 août 1968.
- Henri Filippini, « de Groot Bob », dans Dictionnaire de la bande dessinée, Paris, Bordas, 1989, 731 p., ill. ; 27 cm (ISBN 2-04-018455-4, OCLC 1244909550, BNF 35065653, présentation en ligne), p. 608.
- Jean-Louis Lechat, Un demi-siècle d’aventures t. 2 : 1970 - 1996, Bruxelles, Le Lombard, 5 décembre 1996, 224 p., ill. ; 31 cm (ISBN 280361233X, OCLC 37995939, BNF 37539082, présentation en ligne), p. 10, 24, 33, 43, 55, 65, 74, 78, 82, 102, 108, 119, 128, 138, 156, 161, 164, 173.
- Jean Pirotte (dir.) et Luc Courtois, Du régional à l'universel. : L'imaginaire wallon dans la bande dessinée., Louvain-la-Neuve, Fondation wallonne Pierre-Marie et Jean-François Humblet, 1999, 310 p. (ISBN 978-2-9600072-3-7 et 2960007239, OCLC 1075833932), p. 215 lire sur Google Livres
- Jacques Fiérain, « De Groot, Bob », dans La BD à Bruxelles et en Brabant, Charleroi, Éd. l'Âge d'or, avril 2003, 144 p., ill. ; 31 cm (ISBN 9782960119664 et 2960119665, OCLC 470388171, présentation en ligne), p. 27.
- Patrick Gaumer, « de Groot, Bob », dans Dictionnaire mondial de la BD, Paris, Larousse, 2010, 953 p., ill. ; 27 cm (ISBN 978-2-0358-4331-9 et 2-0358-4331-6, OCLC 920924930, présentation en ligne), p. 190, 237.
- Philippe Mellot, Michel Denni, Laurent Turpin et Isabelle Morzadec, Trésors de la bande dessinée : BDM 2021-2022 - Catalogue encyclopédique et Argus, Paris, Les Arènes, novembre 2020, 22e éd., 1700 p., ill. ; 23 cm (ISBN 9791037502582, OCLC 1240308146, présentation en ligne), p. 110, 210, 216, 246, 247, 261, 263, 336, 343, 351, 674, 855, 946, 970, 1219. .

#### Périodiques
- Jean-Pol Stercq, « La Galerie-photo de Tintin », Tintin, Le Lombard, no 20,‎ 1973.
- « Reward : Bob de Groot », Tintin, Le Lombard, no 28,‎ 12 juillet 1977.
- Bob de Groot (interviewé par Marc Carlot), « Tête de Turk : de Groot ! », Auracan, no 6,‎ juillet - août 1994, p. 17-22 ;
- « Bob de Groot "Le rire, c'est dans ma nature !" », Le Lombard Communication, Le Lombard, no 3,‎ mai-juin-juillet 1999, p. 8-9.

#### Articles
- Bob de Groot (interviewé par Pierre Burssens), « Entretien avec Bob De Groot « Si je ne m'amuse pas,  je ne le fais pas ! » », Auracan,‎ 13 juin 2013 (lire en ligne, consulté le 4 juillet 2022).

### Émission de télévision
- Bulletin d'information - Les vœux de De Groot et Turk  sur RTBF, présentation : Francis Buytaers (1 min 52 s), 30 décembre 1983.